# (4742) Caliumi
(4742) Caliumi es un asteroide perteneciente al cinturón de asteroides, descubierto el 26 de noviembre de 1986 por el equipo del Observatorio Astronómico de San Vittore desde el Observatorio Astronómico de San Vittore, Bolonia, Italia.

## Designación y nombre
Designado provisionalmente como 1986 WG. Fue nombrado Caliumi en honor al astrónomo italiano aficionado Fernando Caliumi, constructor y restaurador de telescopios astronómicos. Era un gran amigo de los astrónomos del lugar de descubrimiento de este asteroide, y también era miembro de la Sociedad Astronómica italiana y de la Unione Astrofili Italiani.

## Características orbitales
Caliumi está situado a una distancia media del Sol de 2,409 ua, pudiendo alejarse hasta 3,054 ua y acercarse hasta 1,764 ua. Su excentricidad es 0,267 y la inclinación orbital 22,25 grados. Emplea 1366 días en completar una órbita alrededor del Sol.

## Características físicas
La magnitud absoluta de Caliumi es 13. Tiene 6,55 km de diámetro y su albedo se estima en 0,277.